# Carabbia
Carabbia is een plaats en voormalige gemeente in het Zwitserse kanton Ticino en maakt deel uit van het district Lugano.
Carabbia telt 532 inwoners.
Op 20 april 2008 ging de gemeente op in Lugano.